# Sara Shepard
Sara Shepard (n. 8 aprilie 1977) este o scriitoare americană, cunoscută mai ales pentru cartea Pretty Little Liars (Micuțele mincinoase), inspirată din copilăria ei, pe care și-a petrecut-o în cartierul „Main Line (en)” din Philadelphia.

## Studii
Sara a absolvit Universitatea din New York și are un master la Colegiul Brooklyn. În prezent locuiește  în Pittsburgh, PA.